# Omar Dagnon
Oumar Dagnon est un réalisateur, scénariste et producteur burkinabé.

## Biographie
Diplômé de l'Ecole de cinéma Ciné cours au Canada en réalisation cinéma, Oumar Dagnon est détenteur aussi d’un Master en Arts Gestion et Administration Culturelle obtenu à l'université de Ouagadougou en 2006.  En 2009, il fonde 3è Oeil productions, une société de production audiovisuelle. Après quelques films à son compte, il crée une nouvelle société audiovisuelle avec plusieurs département, Waati group sarl. Avec cette structure, il participe à la réalisation de la saison 2 de la série Guyane. 

## Filmographie

### Série
- 2011 ː Multiprise (série télévisée)
- 2015 : En fait...défaite, 20 épisodes

### Long métrage
- 2012 ː Au royaume des infidèles
- 2014 ː Pour qui me prends-tu ?[2]
- 2018 ː La Folie du millionnaire
- 2018 : A bout de souffle[3],[4],
- 2024 : Angèle[5],
- 2024 : Djugu, le mal de l'ombre.

## Prix et distinctions
- 2013 : Sélection officielle Compétition Tv long métrage au FESPACO 2013 avec Le piège de la passion,
- 2015 : Meilleur producteur cinéma au 12 Personnalités Culturelles de l'Année au Burkina Faso,
- 2019 : Sélection officielle au FESPACO 2019 avec A bout de souffle,
- 2019 : Prix du Meilleur scénario Afrique francophone au Zafaa Awards à Abuja au Nigeria avec A bout de souffle,
- 2020 : Prix du Meilleur film long métrage au Sprouting Seed International Film Festival en Inde avec A bout de souffle[6],
- 2024 : prix du public et une mention spéciale du jury, à la 12e édition du Festival International du film des Lacs et Lagunes en Côte d'Ivoire avec Djugu, le mal de l'ombre[7].